# Tugimaantee 90
De Tugimaantee 90 is een secundaire weg in Estland. De weg loopt van Põlva naar Karisilla en is 34,2 kilometer lang. 